# Напади у Мумбају 26. новембра 2008.
Напади у Мумбају 26. новембра 2008. године су били серија од 12 координисаних терористичких напада који су се догодили истовремено широм индијског града Мумбаја. Терористи наоружани пушкама АК-47 и ручним гранатама су заузели луксузне хотеле, јеврејски центар и популарне ресторане у том граду. Одговорност за нападе преузела је претходно непозната исламска група Декан Муџахедин. Напади су почели 26. новембра, а окончани су 29. новембра.
У нападима терориста и у обрачуну терориста са индијским снагама безбедности погинуло се 195 особе, а рањене су 372.
Индија је првобитно за напад оптужила Пакистан, док су пакистанске власти одбациле тврдње о умешаности у нападе и понудили помоћ у истрази.